# Stylidium perpusillum
Stylidium perpusillum este o specie de plante dicotiledonate din genul Stylidium, familia Stylidiaceae, ordinul Asterales, descrisă de Joseph Dalton Hooker. Conform Catalogue of Life specia Stylidium perpusillum nu are subspecii cunoscute.